# Scenopinus dietricki
Scenopinus dietricki är en tvåvingeart som beskrevs av Kelsey 1971. Scenopinus dietricki ingår i släktet Scenopinus och familjen fönsterflugor.
Artens utbredningsområde är Kalifornien. Inga underarter finns listade i Catalogue of Life.